# Wajischlach

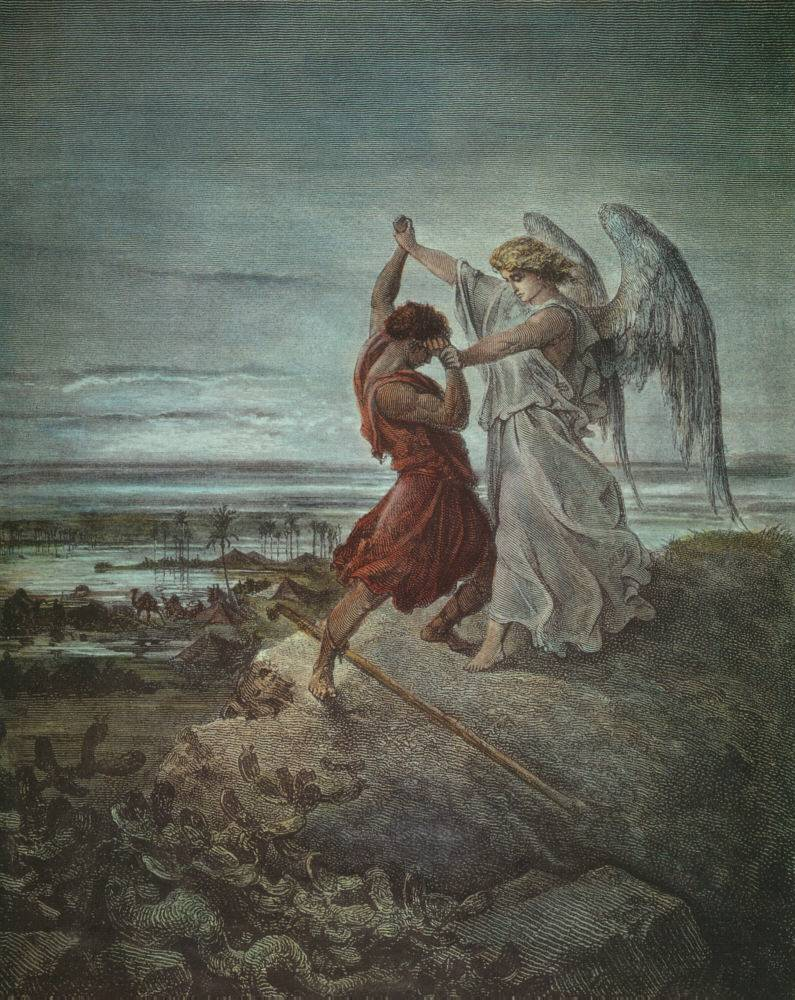
Jakobs Kampf mit dem Engel, dargestellt durch Gustave Doré (1855)

Wajischlach (Biblisches Hebräisch וַיִּשְׁלַח ‚Und er = Jakob sandte‘) bezeichnet einen Leseabschnitt (Parascha oder Sidra genannt) der Tora und umfasst den Text Gen/Bereschit 32,4–36,43
(32,4–33  (), 33  (), 34  (), 35  (), 36  ()).
Es handelt sich um die Sidra des 2. oder 3. Schabbats im Monat Kislew.

## Wesentlicher Inhalt
- Die Boten, die Jakob dem Esau entgegenschickt, melden, dass Esau ihm mit 400 Mann entgegenzieht.
- Jakob, von Furcht geplagt, betet um Rettung, schickt dem Esau zur Beschwichtigung Geschenke im Übermaß, überschreitet den Fluss Jabbok, kämpft die ganze Nacht mit einem himmlischen Wesen und erhält darum den Namen Israel ("Gottesstreiter").
- Infolge eines Schlages auf die Hüftpfanne hinkt Jakob (siehe auch: Gid HaNasche).
- Aussöhnung mit Esau und Weiterzug ins hiwitische Sichem, wo seine Tochter Dina vom Fürstensohn Sichem vergewaltigt wird, der sie mit Jakobs Einwilligung legitim durch Morgengabe zur Frau nehmen möchte
- Jakobs Söhne stellen die Beschneidung aller männlichen Personen zur Bedingung, die auch erfüllt wird.
- Trotzdem erschlagen Simon und Levi drei Tage später den Sichem und alle Knaben und Männer der Stadt, die sie danach vollständig plünderten, was Jakobs Zorn erregt
- Jakob erneut in Bet-El
- Auf dem Wege nach Efrata (Bethlehem) stirbt Rachel bei Benjamins Geburt.
- Isaak stirbt im Alter von 180 Jahren.
- Auflistung der Nachkommen Esaus oder Edoms sowie der Könige, die in Edom regierten, "bevor ein König in Israel regierte"

## Haftara
Die zugehörige Haftara ist nach aschkenasischem Ritus Hosea 11,7–12,12 (11,7-11 , 12,1-12 ),
nach sefardischem Ritus Obadja 1,1-21 .